# Медаль «За китайскую кампанию» (Армия США)

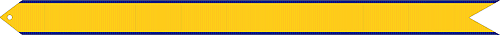
Лента к знамени для коллективных награждений

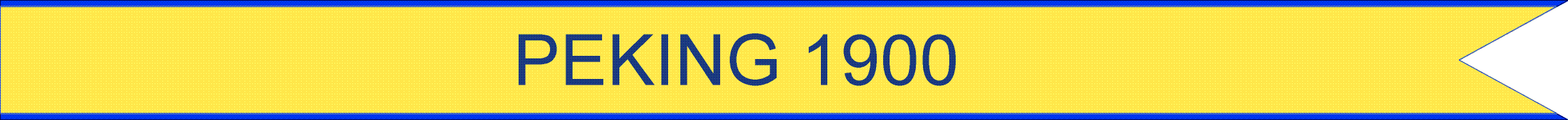
Лента к знамени PEKING 1900

Медаль «За китайскую кампанию» — медаль Вооружённых сил США, предназначавшаяся для награждения военнослужащих Армии, принимавших участие в подавлении Ихэтуаньского восстания в период между 20 июня 1900 года и 27 мая 1901 года.

## История
По завершении конфликта, германский император Вильгельм II предложил участвовавшим в нём державам учредить общую памятную медаль, но эта идея потерпела неудачу из-за противодействия со стороны Франции и Великобритании.
Каждая из восьми стран-участниц, за исключением Австрии, создала свои медали. Так же поступили и Соединённые Штаты, чьё Военное министерство приказом № 5 от 12 января 1905 года учредило Медаль «За китайскую кампанию» для награждения личного состава армейских частей, участвовавших в экспедиции. 
Тремя годами позже аналогичная Медаль Китайской спасательной экспедиции была создана в Военно-морском министерстве для экипажей кораблей и судов ВМС, а последующим приказом награждение ею было распространено и на военнослужащих Корпуса морской пехоты.

## Критерии награждения
Медалью награждались военнослужащие Армии США, числившиеся в составе участников Китайской спасательной экспедиции в период с 20 июня 1900 года по 27 мая 1901 года. Кроме того, удостоившиеся упоминания в приказе в период 1918—1932 гг получали дополнительный знак отличия ("Citation Star", с 1932 года его можно было обменять на медаль «Серебряная звезда»).

## Описание награды
- Медаль : круглая, диаметром 1-1/4 дюйма, бронзовая. На аверсе — в центре рельефное изображение китайского дракона, вверху по дуге надпись CHINA RELIEF EXPEDITION, в нижней части, также по дуге надпись 1900–1901.

На реверсе — в центре изображение "трофеев" в виде орла, сидящего на пушке, поддерживаемой скрещенными флагами, винтовками, индейским щитом, копьём, колчаном со стрелами, кубинским мачете и малайским крисом. Ниже текст FOR SERVICE. Вверху по дуге расположена надпись UNITED STATES ARMY, а внизу, также по дуге, изображены 13 звёзд.
На гурте медалей (в нижней части) имелось клеймо с её индивидуальным номером, предваряемым префиксом No., нанесенное на заводе Филадельфийского монетного двора. Более поздние выпуски, в частности для ветеранов, были с префиксом M.No., либо вовсе без него.
- Лента : жёлтая, шириной 1-3/8 дюйма с ультрамариновыми полосками в 1/16 дюйма по краям.

- Дополнительные знаки отличия и награды:

Для отмеченных в приказе, согласно распоряжению Конгресса США от 9 июля 1918 года и последующих приказов по Военному министерству, был учреждён знак Citation Star, представлявший собой серебряную звёздочку диаметром 3/16 дюйма (4,8 мм), крепившуюся на ленту медали соответствующей кампании. Поскольку закон имел ретроспективную силу, то данный знак мог вручаться и участникам не только Первой мировой войны (после которой знак появился), но и ряда других кампаний, в которых участвовали Вооружённые силы США, в том числе и  Китайской. В 1932 году упразднён в связи с учреждением медали «Серебряная звезда»
- Коллективная награда: для награждений воинских частей предусматривалась лента к знамени соответствующих цветов. Известны ленты с памятными надписями:
  - TIENTSIN 1900 (Битва за Тяньцзинь)
  - YANG-TSUN 1900 (Битва при Янцуне)
  - PEKING 1900 (Битва за Пекин)